# サンタフェ出征
サンタフェ出征（サンタフェしゅっせい、Texas Santa Fe Expedition）は、1841年、現在のニューメキシコ州北部の一帯をテキサス共和国の領土とするための、商業的および軍事的遠征。遠征は当時のテキサス共和国の大統領、ミラボー・B・ラマーによって非公式に開始され、有益なサンタフェ・トレイルの支配と、テキサスおよびニューメキシコ間の通商の更なる発展を得ようとするのが目的であった。ラマーは既に、1840年に代理人（コミッショナー）を派遣して、ニューメキシコの人々との交渉を開始しており、多くのテキサス人はニューメキシコがテキサス共和国に加わるという考えに好意的であるだろうと考えていた。

## 遠征隊
遠征は、1841年6月19日オースティン近くのケニーズ砦から出発した。遠征隊には、代理人（コミッショナー）としてウィリアム・G・クック、リチャード・F・ブレナム、ホセ・アントニオ・ナバロ、ジョージ・ヴァン・ネスの 4 名のほか、21 台の牛に引かれた幌馬車が含まれており、これらにはおよそ 20 万ドル以上と見積もられる商品が積み込まれていた。公式には通商目的の遠征であったがテキサスの商人や事業家には 320 人ほどの軍人による部隊が護衛に付き、荷物の輸送と安全を保証した。ヒュー・マクレオドによって指揮される護衛部隊は砲兵隊も随伴していた。
夏季におけるニューメキシコへの旅程は、不十分な準備と組織体制、散発的なインディアンの襲撃、および物資と淡水の不足によって難航した。メキシコ人のガイドを亡くした後は、誰もサンタフェまであとどれくらいの距離があるかも判らない状態で彷徨することになった。結局マクレオドは、ルートを見つけるための先遣隊を送り出すために部隊を分割せざるを得なかった。
遠征隊本隊は、最終的に1841年9月なかばにニューメキシコに到着した。ウィリアム・G・ルイス大尉を含む先遣隊の何名かは捕まってしまっていた。遠征隊は来訪が歓迎されると予期していたのだが、この期待は裏切られ、ニューメキシコ知事のマヌエル・アルミホが派遣した、およそ 1,500 名のメキシコ軍の分遣隊が現れ唖然とさせられた。英語を話せるアルミホの親戚（おそらくマヌエル・チャベスかマリアーノ・チャベスのどちらか）が遠征隊との交渉を行ったが、このとき捕まっていたはずのルイス大尉も一緒に現れ、メキシコ側に付いてチャベスの言い分を支持した。二人は、アルミホ総督はテキサス人に対し国境までの安全な通行権と護衛を与えると言っているので引き返して欲しいと告げ、ルイスはそれをフリーメイソンの信頼と名誉に誓って嘘ではないと保証した。遠征隊は、気の遠くなるような長旅の後であり、圧倒的に数で勝っているメキシコ軍と戦える状態ではなかったので、武器を引き渡して降伏した。ニューメキシコ軍はその夜、遠征隊にいくらかの物資を与えるなどしたが、翌朝になって軍とともに到着したアルミホは、チャベスやルイスが話したこととは反対に、テキサス人たちを縛りつけて厳しく扱い、全員を処刑するか、もしくはニューメキシコを防衛した戦利品としてメキシコシティに連行するかをメキシコ軍士官らの判断に委ねた。その夜囚人たちは、メキシコ人士官らが処置を決める討論を聞くことになった。結果として投票となり、わずか 1 票差で彼らはテキサス人を生かすことを決定した。遠征隊はメキシコシティまで 2,000 マイルを徒歩で移送され、アメリカの外交努力により翌年に釈放されるまでそこで囚われることになった。

## その後
ルイス大尉は、多くの人の間で「裏切り者」と考えられているが、当時のテキサス人たちに与えられた選択肢はどれも厳しいもので、仮に立ち上がって戦ったとすれば、ほぼ確実に全滅を免れなかっただろう。その上、彼もしくはチャベスが、アルミホの真意を知っていて嘘をついたのかどうかについての確実な情報はなにもない。
ラマー大統領は、この惨事の責任を大いに問われ、出征を命じたことは、彼の大統領としての経歴の汚点となった。捕虜となったテキサス人らへのメキシコ人による扱いについての論争により、アメリカとメキシコの間の緊張が高まり、これが1846年に始まる米墨戦争の一因ともなった。

## 参照
1. ↑  “Santa Fe Expedition”.   Lone Star Junction (1998年). 2013年4月22日閲覧。
2. ↑  Kendall, George Wilkins (1846). Narrative of the Texan Santa Fe Expedition: Comprising a Tour Through Texas and Capture of the Texans. London: Sherwood, Gilbert, and Piper 2007年7月8日閲覧。
3. ↑  Simmons, Marc (1973). The Little Lion of the Southwest: a life of Manuel Antonio Chaves. Chicago: The Swallow Press. ISBN 978-0-8040-0633-0